# Уравнение последовательности с конечной производной
Уравнение последовательности с конечной производной — уравнение в математике, позволяющее записать любую последовательность, производная которой конечна. Производная последовательности и производная функции, задающей последовательность — разные понятия. Такой последовательностью будет считаться любая последовательность, записанная в виде многочлена. Уравнение последовательности записывается в виде функции с натуральным аргументом, значение которого — порядковый номер элемента последовательности. Уравнение имеет вид функции:
{\displaystyle f(x)=(x-1)!\sum _{k=1}^{m}{\frac {\alpha _{k}}{(x-k)!(k-1)!}}},
где {\displaystyle m} — минимальная длина производной последовательности, {\displaystyle a_{k}} — k-й элемент производной последовательности ({\displaystyle k\in \mathbb {N} }).

## Производная последовательности

### Понятие производной последовательности
Пусть существует последовательность чисел, заданная уравнением {\displaystyle 3x^{2}-2} при {\displaystyle x\in \mathbb {N} }:
{\displaystyle 1,\ 10,\ 25,\ 46,\ 73,\ 106\ ...} и т.д.
Запишем под ней строку разности, т. е. ряд, каждый элемент которой равен минус разности двух элементов сверху:
{\displaystyle {\begin{array}{lcl}1\qquad 10\qquad 25\qquad 46\qquad 73\qquad 106\\\ \ \ \ \ \ 9\qquad 15\qquad 21\qquad 27\qquad 33\qquad \\\ \ \ \ \ \ \ \ \ \ \ 6\qquad \ \ 6\qquad \ \ 6\qquad \ \ 6\qquad \\\ \ \ \ \ \ \ \ \ \ \ \ \ \ \ \ \ 0\qquad \ \ 0\qquad \ \ 0\qquad \\\ \ \ \ \ \ \ \ \ \ \ \ \ \ \ \ \ \ \ \ \ \ \ 0\qquad \ \ 0\qquad \\\ \ \ \ \ \ \ \ \ \ \ \ \ \ \ \ \ \ \ \ \ \ \ \ \ \ \ \ \ 0\end{array}}}
Так выглядит схема последовательности. Строки разности подсчитываются следующим образом: берётся первая пара чисел из верхнего ряда и вычитается второе число из первого ({\displaystyle 10-1=9}). Число {\displaystyle 9} записывается снизу под промежутком между двумя выбранными числами. Такая операция проводится и над числами {\displaystyle 25} и {\displaystyle 10} и так до конца ряда. Затем такая операция проводится и для получившегося ряда и так до конца. Ряд чисел, образованный первыми числами в каждом ряду с первого (в данном случае — {\displaystyle (1,\ 9,\ 6,\ 0,\ 0,\ 0\ ...)}) называется производной последовательности, так как она описывает скорость роста чисел в ней. Записывается производная последовательности через запятую в скобках. Элемент производной последовательности записывается {\displaystyle a_{k}}, где {\displaystyle k} — порядковый номер элемента производной последовательности ({\displaystyle k\in \mathbb {N} }). Производная считается конечной, если нашлась такая строка разности, которая заполнена нулями.

### Минимальная длина производной последовательности
Если существует некоторая производная, то из неё можно восстановить последовательность обратными действиями. В случае с производной {\displaystyle (1,\ 9,\ 6,\ 0,\ 0,\ 0\ ...)}, последующие элементы которой заполнены нулями, из неё можно восстановить последовательность, заданной функцией {\displaystyle 3x^{2}-2}. Однако последовательность можно уменьшить до {\displaystyle (1,\ 9,\ 6)}, притом она не перестанет описывать функцию {\displaystyle 3x^{2}-2}. Если же уменьшить её ещё сильнее, например, {\displaystyle (1,\ 9)}, то такая производная будет описывать последовательность, заданной другой функцией — {\displaystyle 9x+1}, а значит минимальная длина производной последовательности в данном случае — 3. Для получения производной последовательности минимальной длины необходимо убрать все нули в конце производной, так как они не влияют на последовательность. Длина получившейся производной и будет считаться минимальной.

### Связь производной и элементов последовательности
Связывается уравнение последовательности с его производной количеством сочетаний из {\displaystyle x-1} по {\displaystyle k}, где {\displaystyle x} – номер элемента последовательности ({\displaystyle x\in \mathbb {N} }):
{\displaystyle f(x)={\binom {x-1}{0}}\alpha _{1}+{\binom {x-1}{1}}\alpha _{2}+{\binom {x-1}{2}}\alpha _{3}+...+{\binom {x-1}{n-2}}\alpha _{n-1}+\alpha _{n}}.
Это выражение можно записать и в общей форме:
{\displaystyle f(x)=\sum _{k=1}^{x}{\binom {x-1}{k-1}}\alpha _{k}}.
С учётом того, что
{\displaystyle {\binom {n}{k}}=C_{n}^{k}={\frac {n!}{(n-k)!k!}}},
запишем общее уравнение:
{\displaystyle f(x)=\sum _{k=1}^{x}{\frac {(x-1)!}{(x-k)!(k-1)!}}\alpha _{k}}.
В данном случае формула суммы проходится по всей длине производной. Если она будет больше минимальной длины {\displaystyle m}, то в случаях, когда {\displaystyle k>m} дробь обнуляется, т. к. производная {\displaystyle \alpha _{k}} в таких случаях равна нулю. В таком случае имеет смысл ограничить количество итераций суммы до {\displaystyle m}. Также в формуле можно вынести за знак суммы {\displaystyle (x-1)!=const}:
{\displaystyle f(x)=(x-1)!\sum _{k=1}^{m}{\frac {\alpha _{k}}{(x-k)!(k-1)!}}}.

### Общие производные последовательности, заданных многочленами

#### Общая формула
Для последовательности, заданной многочленом {\displaystyle f(x)} при {\displaystyle x\in \mathbb {N} }, существует производная, {\displaystyle k}-й элемент которой обозначается {\displaystyle \alpha _{k}}. Для {\displaystyle \alpha _{k}} верна следующая формула:
{\displaystyle \alpha _{k}=\sum _{i=1}^{k}(-1)^{k+i}\times {\frac {(k-1)!}{(k-i-1)!i!}}\times f(i)}.
Из этой формулы выводятся производные многочленов разных степеней.

#### Многочлены первой степени
Для последовательности, заданной многочленом первой степени ({\displaystyle ax+b}) производная последовательности имеет следующий вид:
{\displaystyle (f(1),\quad f(2)-f(1))}.
Поставляя значения в {\displaystyle f(x)=ax+b}, получим:
{\displaystyle (a+b,\quad a)}.

#### Многочлены второй степени
Для последовательности, заданной многочленом второй степени {\displaystyle (ax^{2}+bx+c)} производная последовательности имеет следующий вид:
{\displaystyle (f(1),\quad f(2)-f(1),\quad f(1)-2f(2)+f(3))}.
Поставляя значения в {\displaystyle f(x)=ax^{2}+bx+c}, получим:
{\displaystyle (a+b+c,\quad 3a+b,\quad 2a)}.

#### Многочлены третьей степени
Для последовательности, заданной многочленом третьей степени {\displaystyle (ax^{3}+bx^{2}+cx+d)} производная последовательности имеет следующий вид:
{\displaystyle (f(1),\quad f(2)-f(1),\quad f(1)-2f(2)+f(3),\quad f(4)-3f(3)+3f(2)-f(1))}.
Поставляя значения в {\displaystyle f(x)=ax^{3}+bx^{2}+cx+d}, получим:
{\displaystyle (a+b+c+d,\quad 7a+3b+c,\quad 12a+2b,\quad 6a)}.

## Получение уравнения последовательности из производной
Для существующей производной {\displaystyle (1,\ 9,\ 6)} в соответствии с уравнением запишем сумму дробей:
{\displaystyle f(x)=1\times {\frac {(x-1)!}{(x-1)!0!}}+9\times {\frac {(x-2)!}{(x-1)!1!}}+6\times {\frac {(x-3)!}{(x-2)!2!}}}.
Раскроем факториалы, а затем скобки:
Если существует дробь вида {\displaystyle {\frac {a!}{b!}}} при {\displaystyle a\geq b}, то её можно раскрыть с помощью формулы:
{\displaystyle {\frac {a!}{b!}}=\prod _{i=b+1}^{a}i}.
При {\displaystyle a=b} значение дроби равно единице.
Примером раскрытия может служить выражение:
{\displaystyle {\frac {(x-1)!}{(x-2)!}}=\prod _{i=x-1}^{x-1}i=x-1}.
А также:
{\displaystyle {\frac {(x-1)!}{(x-3)!}}=\prod _{i=x-2}^{x-1}i=(x-1)(x-2)}.
{\displaystyle f(x)=1+9(x-1)+3(x-1)(x-2)=1+3(x-1)(x+1)=3(x^{2}-1)+1=3x^{2}-2}.

### Свойства уравнения последовательности
1. Степень многочлена, которым записывается уравнение последовательности, зависит от значения {\displaystyle m}, т. к. с ним растёт и число слагаемых, а значит и общее число множителей в слагаемых. Степень многочлена определима по формуле {\displaystyle n=m-1}, где {\displaystyle n} — степень многочлена. При {\displaystyle m=1} уравнение принимает постоянное значение, равное первому и единственному элементу производной. Таким образом, можно представить любой многочлен в виде значения уравнения, а значит у каждого многочлена есть производная.
2. Первым элементом любой производной любого многочлена является сумма всех его коэффициентов, включая свободный член.
3. Значение {\displaystyle (n+1)}-го элемента производной последовательности, заданной многочленом {\displaystyle n}-й степени, вычисляется минус разностью её {\displaystyle n}-го элемента и {\displaystyle n}-го элемента производной новой последовательности, образованной сдвигом старой на один элемент влево.

## Сумма первых натуральных членов некоторой последовательности
Для последовательности, заданной многочленом {\displaystyle f(x)}, где {\displaystyle x} — порядковый номер элемента последовательности ({\displaystyle x\in \mathbb {N} }), можно найти формулу, значение которой равно сумме первых {\displaystyle n} членов этой последовательности. Пусть {\displaystyle P(x)=\textstyle \sum _{k=1}^{x}\displaystyle f(k)}, тогда разложим сумму на каждый одночлен многочлена {\displaystyle f(x)}. Пусть {\displaystyle f(x)=ax^{n}+bx^{n-1}+cx^{n-2}+...}, тогда получим:
{\displaystyle P(x)=a\sum _{k=1}^{x}k^{n}+b\sum _{k=1}^{x}k^{n-1}+c\sum _{k=1}^{x}k^{n-2}+...}
Последовательность, заданная этой функцией называется последовательностью суммы. Таким образом, вся задача сводится к поиску элементарных сумм вида {\displaystyle \textstyle \sum _{k=1}^{x}k^{n}} для {\displaystyle n\in [1,m-1]}, где {\displaystyle m} — минимальная длина производной последовательности.

### Получение производной последовательности суммы
Последовательность, заданная функцией {\displaystyle P(x)}, имеет производную, связанную с производной последовательности, заданной функцией {\displaystyle f(x)}. Для того чтобы её получить, необходимо просуммировать элементы производной со сдвигом:
```
     1  9  6
+ 1  9  6 
————————————
  1 10 15  6
```

Производная, полученная таким образом называется симметричной, а явление — симметричностью производной. Так, для получения формулы суммы первых {\displaystyle n} членов последовательности, заданной функцией {\displaystyle 3x^{2}-2}, необходимо восстановить новую формулу из производной {\displaystyle (1,10,15,6)}, в результате чего получится {\displaystyle {\frac {1}{2}}(2x^{3}+3x^{2}-3x)}. Формула подтверждается теоремой о лямбда-функции, утверждающей, что у формулы суммы отсутствует свободный член ({\displaystyle f(0)=0}).

### Основные виды сумм

#### Сумма первых элементов ряда натуральных чисел
Т. к. ряд натуральных чисел имеет производную {\displaystyle (1,1)}, производная последовательности суммы этого ряда равна {\displaystyle (1,2,1)}. Можно вывести формулу суммы первых {\displaystyle x} натуральных чисел:
{\displaystyle P(x)=1\times {\frac {(x-1)!}{(x-1)!0!}}+2\times {\frac {(x-1)!}{(x-2)!1!}}+1\times {\frac {(x-1)!}{(x-3)!2!}}}.
В результате преобразований функция примет вид:
{\displaystyle P(x)=1+2(x-1)+{\frac {1}{2}}(x-1)(x-2)={\frac {x^{2}+x}{2}}={\frac {x(x+1)}{2}}}.

#### Сумма первых элементов ряда натуральных квадратов
Т. к. ряд натуральных квадратов имеет производную {\displaystyle (1,3,2)}, производная последовательности суммы этого ряда равна {\displaystyle (1,4,5,2)}. Можно вывести формулу суммы первых {\displaystyle x} натуральных квадратов:
{\displaystyle P(x)=1\times {\frac {(x-1)!}{(x-1)!0!}}+4\times {\frac {(x-1)!}{(x-2)!1!}}+5\times {\frac {(x-1)!}{(x-3)!2!}}+2\times {\frac {(x-1)!}{(x-4)!3!}}}.
В результате преобразований функция примет вид:
{\displaystyle P(x)=1+4(x-1)+{\frac {5}{2}}(x-1)(x-2)+{\frac {2}{6}}(x-1)(x-2)(x-3)={\frac {2x^{3}+3x^{2}+x}{6}}={\frac {x(x+1)(2x+1)}{6}}}.

## Значение

Иллюстрация алгоритма предугадывания следующего числа

Кроме возможности находить функцию, которой был задан ряд чисел, уравнение последовательности с конечной производной позволит предугадывать следующее число в последовательности. На основе схемы последовательности можно построить искусственный интеллект.
Алгоритм заключается в том, что для нахождения следующего числа необходимо сложить последние элементы во всех строках разности и последний элемент самой последовательности. Получившееся число будет соответствовать уравнению в том случае, если верно определена минимальная длина производной. Лучше всего алгоритм использовать для бесконечных производных с произвольным изменением чисел.